# Follas novas
Follas novas (em português:  Folhas novas) é um poemário de língua galega, publicado em 1880 por Rosalía de Castro (1837-1885).
Rosalía concebeu um começo neste poemário como uma continuação de Cantares Galegos: Os 50% dos poemas de Follas novas têm afinidade com o texto publicado em 1863, enquanto o resto das composições apresentam um diferente espírito poético motivado pelo afastamento da terra natal, as desgraças familiares e as doenças físicas e morais. Estamos, portanto, diante de uma poética que aprofunda nos sentimentos, na saudade e que tem frequentemente, por horizonte, a fronteira do próprio ser:

En todo estás e ti es todo

pra min e en min mesma moras,

nin me abandonarás nunca,

sombra que sempre me asombras.

## Estrutura
É uma compilação de poemas ordenados sem um critério claro. O livro apresenta-nos estruturado em cinco seções:
- Vaguedás.

- Do íntimo.

- Varia.

- Da terra.

- As viúdas dos vivos e dos mortos.

A obra tem uma organização formal pouco elaborada ao compará-la com Cantares gallegos, se bem que a sua amplitude temática e a diversidade de seus textos lhe confere maior universalidade. A coleção de poemas resulta sumamente irregular desde uma perspectiva estrutural porque:
- Em Vagedás e Do íntimo, e em parte de Varia achamos textos intimistas de índole subjectiva enquanto que, no restante, os poemas, sem perder autenticidade, sem esquecer uma atitude pessoal, vivencial e reflexiva denunciam a injustiça social e analisa as suas causas.
- Varia, que participa dos dois grupos, está composta por poesia subjectiva e objectiva ou colectiva.
- A extensão de cada parte do livro é diferente: Da terra consiste apenas em nove poemas, assim a todos, Varia chega a mais de quarenta.

## Poesia subjectiva

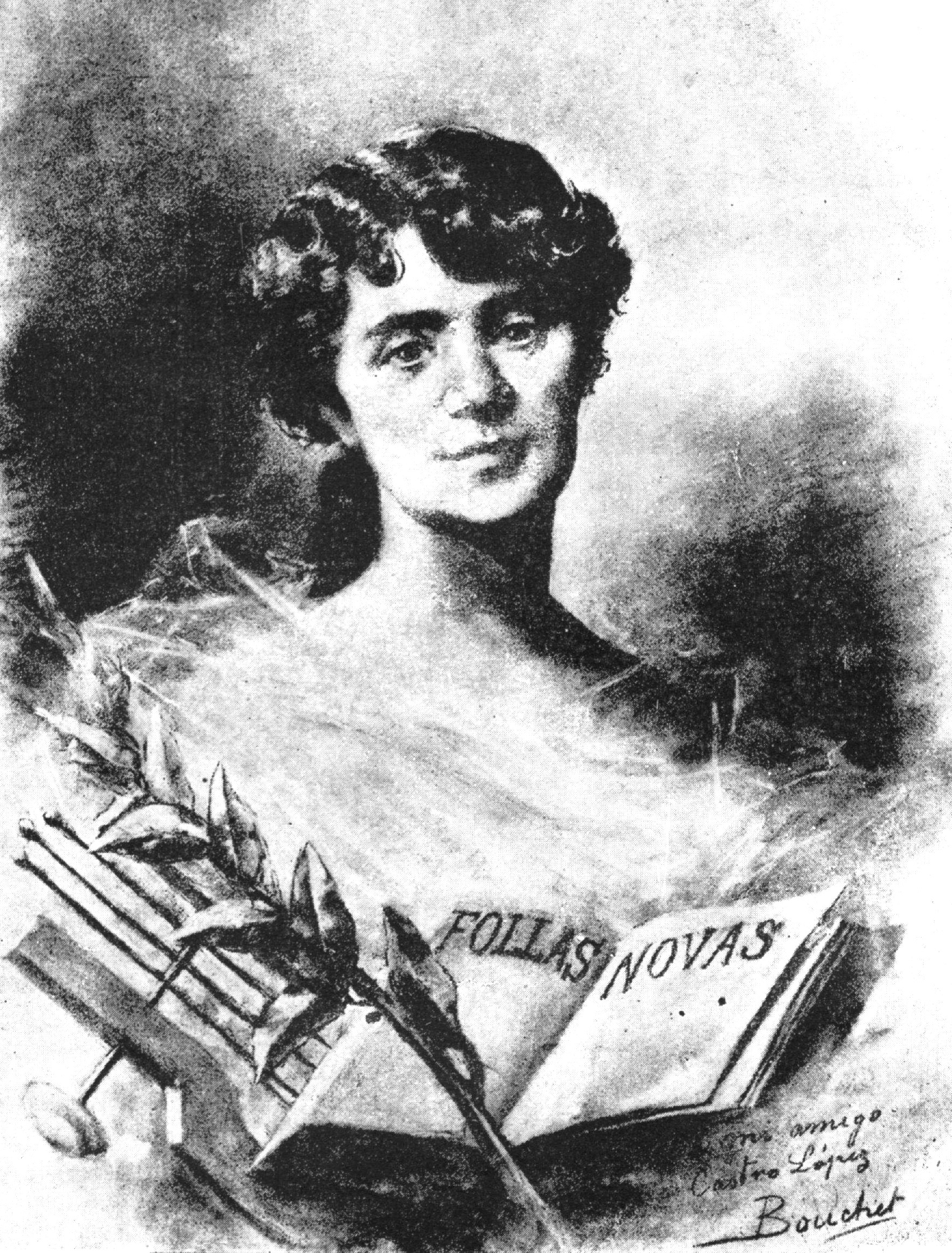
Rosalía e Follas novas.

Os textos subjectivos de Follas novas poderiam pertencer à escola germânica (composições breves, de estilo singelo, espontâneas, impressionistas, intimistas e sugerentes), da qual é o representante Bécquer. Mas a lírica de Rosalía é diferente da becqueriana, já que Rosalía afasta-se do sentimentalismo para facilitar-nos, mediante a introspecção, a sua vida radical, angustiada e pessimista; a procura do sentido da existência.
Vaguedás, vem a ser uma "Arte poética" relativa aos vínculos entre poesia e vida: 
Follas novas", risa dáme

ese nome que levás,

[...]

Non "follas novas"; ramallo

de toxos e silvas sós:

irta, como as miñas penas;

feras como a miña dor.

Sen ulido nin frescura,

bravas magoás e ferís...
Em Do íntimo e nos poemas subjectivos de Varia predomina a saudade e a alienação:
...xa non sentín máis tormentos

nin soupen qué era delor;

soupen só que non sei qué me faltaba

en donde o cravo faltou,

e seica, seica tiven soidades

daquela pena... ¡Bon Dios!

## Poesia objectiva

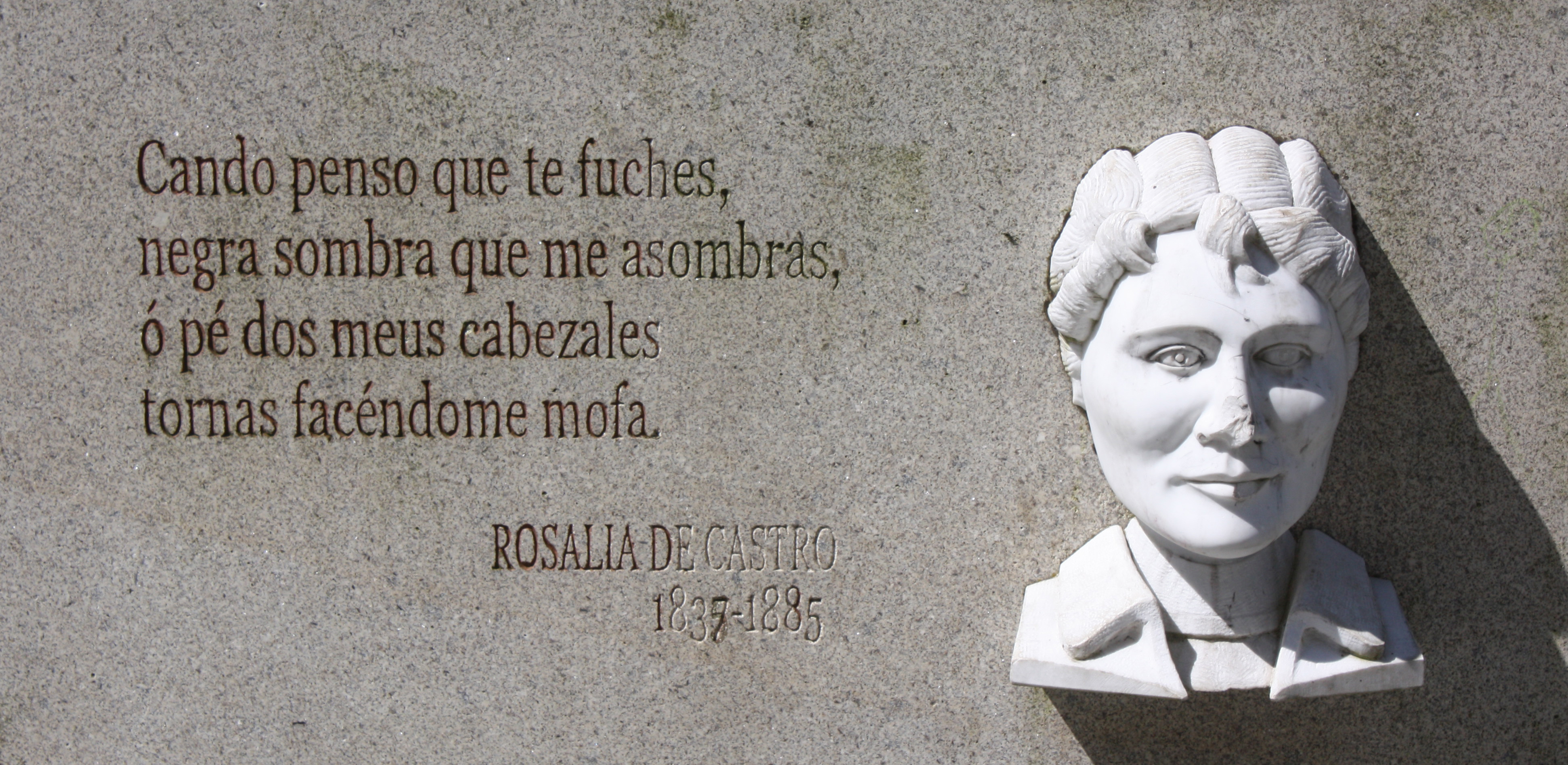
Livro II "¡Do íntimo!" num monumento em Lugo.

Nasce com o precedente de Cantares Gallegos, mas o facto de serem poemas e não glosas, junto com a presença de uma Rosalía mais madura, provoca um eu poético muito mais reflexivo que aprofunda na injustiça social procurando penetrar no coração dos seus semelhantes de um jeito vivencial.
Estamos perante uma poesia comprometida, cívica; mas nunca panfletária. A denúncia surge como sentimento, é pura sensibilidade. O mundo que rodeia a Rosalía é uma extensão do seu próprio corpo.

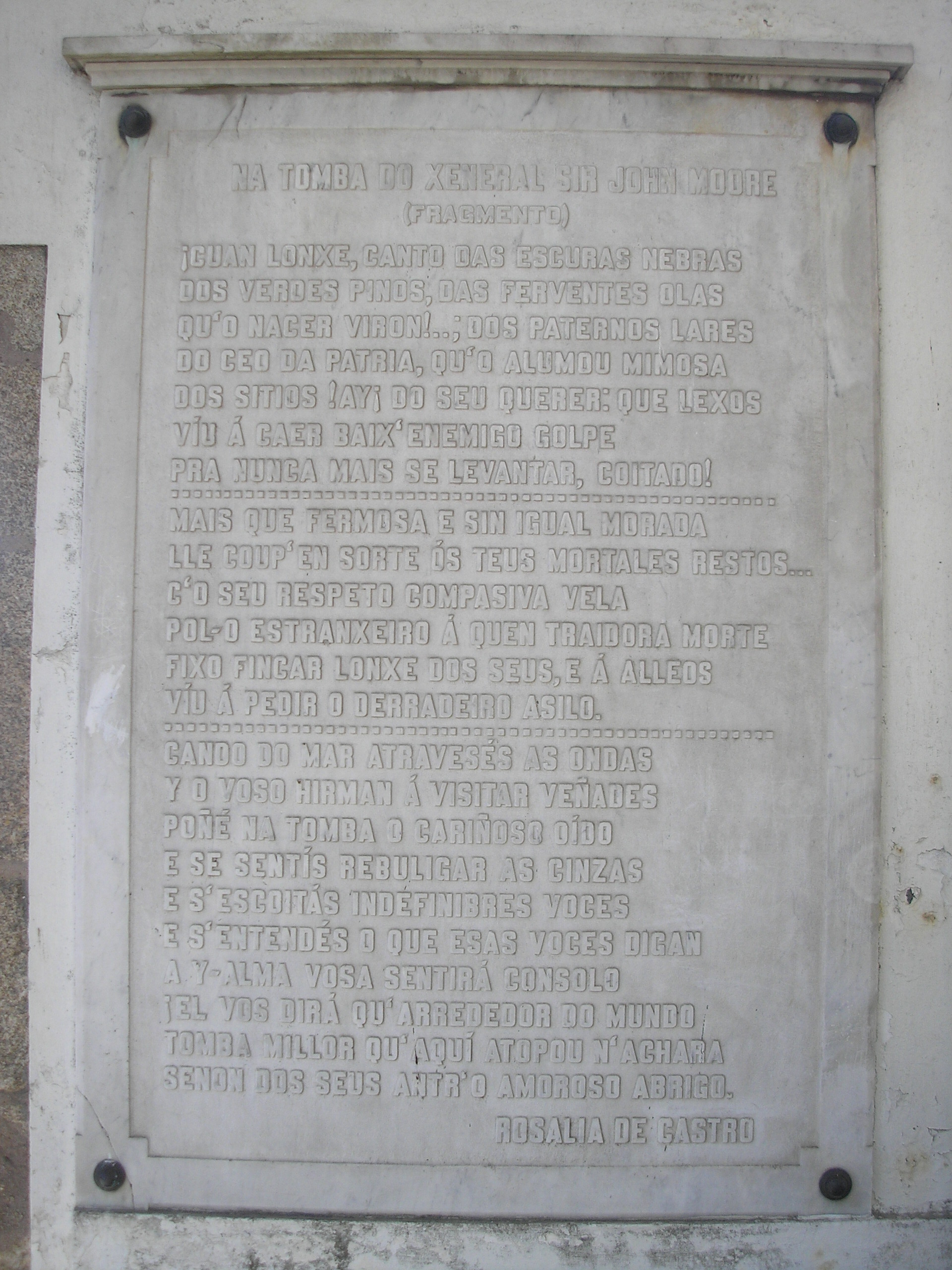
Livro III "Varia": No túmulo do general britânico Sir John Moore em Corunha.

### Livro III:Varia
Existem diferentes tipos de composições:
- Em primeiro lugar, as que estão na linha de Cantares. Ainda que algumas ("Vamos bebendo") alcancem tão perfeita caracterização de tipos que, apesar de apresentar-nos aparentemente simples cenas populares, provocam que o leitor se sinta afectivamente afectado pelas penúrias de uns seres tridimensionais de enorme actualidade.
- Logo, as composições subjectivas que parecem partir de um desejo de lirismo puro e de uma introversão por vezes agoniante.
- Por último, os poemas de denúncia, de abandono social, que Rosalía declara preferir:

...aquelas outras que [...] espresan as tribulaciós dos que, uns tras outros, e de distintos modos, vin durante largo tempo sofrir ó meu arredore. E ¡sófrese tanto nesta querida terra galega! Libros enteiros poideran escribirse falando do eterno infortunio que afrixe ós nosos aldeáns e mariñeiros, soia e verdadeira xente de traballo no noso país.
Era uma ousadia dizer isto em 1880. E ainda mais se pensamos que o conteúdo deste prólogo (no seguinte parágrafo extrairemos um pedaço) perfila o problema social da Galiza que Rosalía considerava mais grave: a emigração. 

### Livro IV:D'a terra
Alguns poemas de "Da terra", como "Miña casiña, meu lar", "Tanto e tanto nos odiamos", "A probiña que está xorda", "Xan" ou "Soberba", são uma prolongação de Cantares. Composições que, desbordando alegria, sem ser glosas, aproximam costumes populares.
Os demais dos textos desta secção, ainda que podendo ser narrativos ("O encanto da pedra chan") e apesar de terem o cerne da paisagem e da cultura, estão marcados com um evidente lirismo subjectivo.

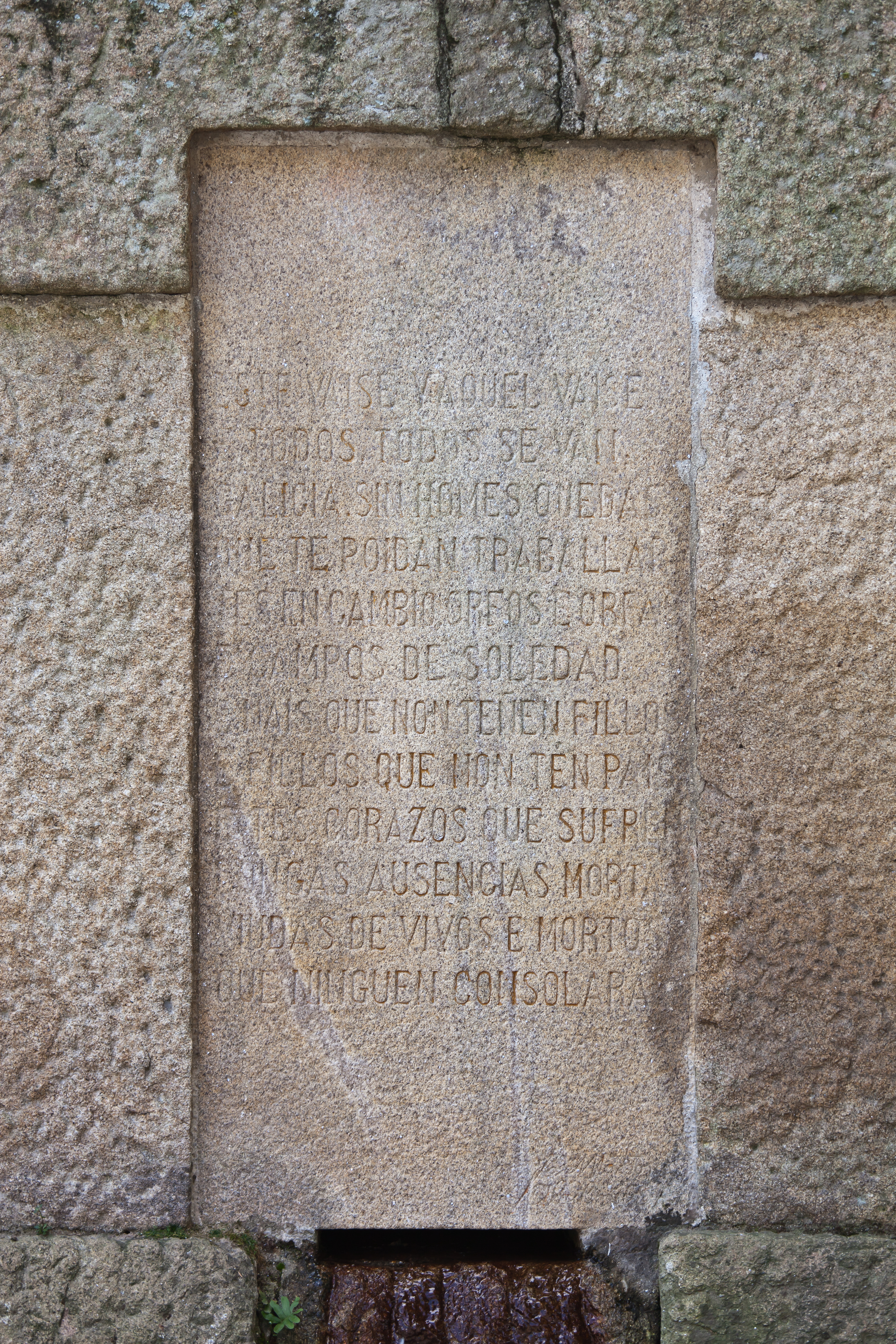
Livro V: "As viudas d'os vivos e as viudas d'os mortos", epígrafe V, em Padrón.

### Livro V:As viudas d'os vivos e as viudas d'os mortos
"As viudas d'os vivos e as viudas d'os mortos" é uma plasmação panorâmica da emigração galega desde a perspectiva da mulher:
Cando nas súas confianzas estas pobres mártires se astreven a decirnos os seus secretos, a chorar os seus amores, sempre vivos; a doerse das súas penas, descóbrese nelas tal delicadeza de sentimentos, tan grandes tesouros de tenrura (que a inteireza do seu carácter n'é bastante a mermar), unha abnegación tan grande, que sin querer sentímonos inferiores a aquelas oscuras e valerosas heroínas que viven e morren levando a cabo feitos maravillosos por sempre iñorados, pero cheos de milagres de amor e de abismos de perdón. Historias dinas de ser contadas por millores poetas do que eu son, e cuias santas armonías deberan ser expresadas cunha soia nota e nunha soia corda: na corda do subrime e na nota do delor. Anque sin forzas pra tanto, tentéi algo deso, sobre todo no libro "As viudas dos vivos e as viudas dos mortos"; mais eu mesma conoso que non acertéi a decir as cousas que era menester.
Rosalía sofreu as mesmas dores que sofreram as suas mulheres galegas. Rosalía falou por todas. Uma mulher introvertida, que se via atravessada por uma longa e negra sombra de saudade, tendo valor para apartar da sua vista o seu íntimo horror e olhar para o pavor vital, para a escassa qualidade de vida que têm os demais nesse país esquecido pela mão dos homens que é Galiza.

## Métrica
Em Follas Novas confluem três tendências métricas:
- A romântica (caracterizada pela polimetria e as combinações múltiplas).
- A popular
- A de experimentação pessoal: Follas Novas distingue-se pela inovação métrica, por umas combinações métricas inusitadas ("Unha vez tiven un cravo", "Cada noite eu chorando pensaba"...), formas estróficas flexíveis, assonância irregular, agrupações livres de versos e combinações múltiplas: de octossílabos e hendecassílabos, de octossilábicos e alexandrinos, de decassílabos com dodecassílabos,...

em Follas novas se vê:
- A predilecção de Rosalía pela assonância.
- O romance (quase metade das poesias de Follas Novas utilizam o romance: "Foi a Pascoa enxoita")
- A silva arromançada
- A seguidilha ("Vamos bebendo")
- O ritmo da muinheira ("A xustiza pola man").
- A combinação de hendecassílabo e heptassílabos, que também permite formar uma silva arromançada. Aparece em mais da quarta parte dos poemas ("Ca pena ó lombo", "Terra a nosa"...).

## Significação
Apesar de Follas novas ser uma obra de inaudito valor literário e humano, o verdadeiramente insólito é que Rosalía compusesse os seus sentimentos e reflexões sociais numa língua tida por dialectal, por flagrante exemplo da incultura de um povo. Se Rosalía tinha se consagrado em Cantares gallegos, o galego para a lírica popular, elabora neste poemário uma poesia universal, sem fronteiras, mas galega, e na língua de um país recôndito. Ricardo Carvalho Calero, em Historia da literatura galega contemporánea (p. 145), disse:
[Com Rosalía] a viabilidade da poesia galega ficava experimentalmente demonstrada [...] é Rosalía a figura mais representativa da nossa literatura.